# Двічі стохастична матриця
Двічі стохастична матриця — квадратна матриця {\displaystyle A=(a_{ij})} з невід'ємними дійсними елементами, в якій усі її рядкові і стовпцеві суми дорівнюють 1, тобто:
{\displaystyle \forall j\sum _{i}a_{ij}=1,\;\forall i\sum _{j}a_{ij}=1}.
Множина всіх двічі стохастичних матриць позначається через {\displaystyle \Omega _{n}}.
Теорема Біркгофа: множина {\displaystyle \Omega _{n}} усіх двічі стохастичних матриць утворює опуклий багатогранник, вершини якого — матриці перестановки. Інакше кажучи, якщо {\displaystyle A\in \Omega _{n}}, то {\displaystyle A=\sum _{j=1}^{s}\theta _{j}P_{j}}, де {\displaystyle P_{1},...,P_{s}} — матриці перестановки, а {\displaystyle \theta _{1},...,\theta _{s}} — невід'ємні числа, {\displaystyle \sum _{j=1}^{s}\theta _{j}=1}.
Будь-яка двічі стохастична матриця {\displaystyle S} порядку {\displaystyle n} є опуклою лінійною комбінацією не більше ніж {\displaystyle n^{2}-2n+2} матриць перестановок.
Для {\displaystyle x_{1}\geqslant x_{2}\geqslant \ldots \geqslant x_{n}} і {\displaystyle y_{1}\geqslant y_{2}\geqslant \ldots \geqslant y_{n}}, таких, що
{\displaystyle x_{1}+\ldots +x_{k}\leqslant y_{1}+\ldots +y_{k}} за всіх {\displaystyle k<n} і
{\displaystyle x_{1}+\ldots +x_{n}=y_{1}+\ldots +y_{n}},
існує така двічі стохастична матриця {\displaystyle S}, що {\displaystyle Sy=x}.
Перманент двічі стохастичної {\displaystyle n}-матриці не менший, ніж {\displaystyle n!/n^{n}} — гіпотеза ван дер Вардена, доведена 1980 Г. П. Єгоричевим і незалежно Д. Фалікманом (роботу подано до публікації 1979 року); за ці результати обох учених відзначено 1982 року премією Фалкерсона.